# Marcia sui Belt

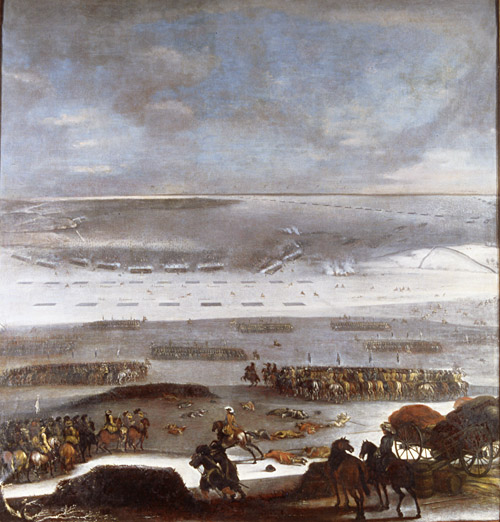
Le truppe svedesi attraversano la Zelanda ghiacciata, 1658: dipinto di Johan Philip Lemke (1631–1711)

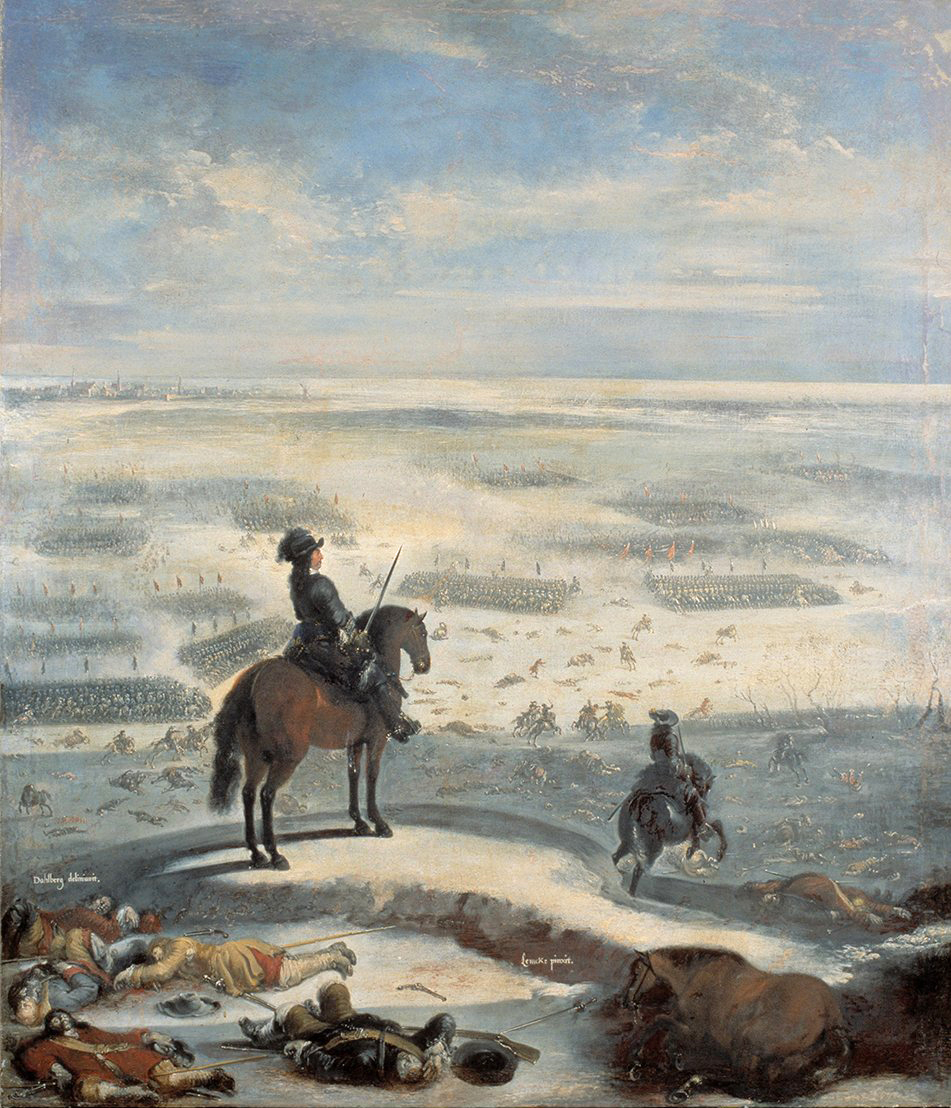
L'attraversamento del Grande Belt: dipinto di Johan Philip Lemke

La marcia sui Belt (in svedese Tåget över Bält) fu una campagna compiuta dal 30 gennaio all'8 febbraio 1658 durante la seconda guerra del Nord dove re Carlo X Gustavo di Svezia guidò il suo esercito dallo Jutland attraverso il Piccolo Belt ghiacciato sino all’isola di Fionia ed al Grande Belt per raggiungere la Selandia. Il rischio era molto alto ma l'operazione riuscì e fu una schiacciante sconfitta per la Danimarca, portando alla fine del trattato di Roskilde sul finire di quell'anno che pose la Scania nelle mani della Svezia.

## Sfondo storico
Durante la seconda guerra del Nord, re Carlo X Gustavo di Svezia venne coinvolto in una guerra con la Polonia, incapace di raggiungere una decisiva conclusione delle ostilità pur avendo preso Varsavia. Re Federico III di Danimarca di schierò con la Polonia e dichiarò guerra alla Svezia. L'esercito svedese poté quindi marciare verso la Polonia ma non ritornare indietro, certo di trovare opposizione da parte della Danimarca in Scania. Tappe forzate invece portarono 6 000 soldati svedesi nello Jutland con l'intento di schiacciare la resistenza danese. Essi per quanto non in gran numero erano tra i meglio equipaggiati d'Europa. Come previsto i danesi vennero sconfitti nelle prime avanguardie e preferirono non entrare in conflitto diretto con gli svedesi.
Il 25 agosto 1657, l'esercito svedese si trovava presso la nuova fortezza danese di Fredriksodde, presso la costa orientale dello Jutland. La fortezza aveva una forza di 8 000 uomini. Questa fortezza però non era segnata sulle carte svedesi e lo stesso Carlo Gustavo che qui vi era stato nel 1645 non la ricordava, proprio per la sua nuova edificazione da parte dei danesi. Fredriksodde venne assediata dal generale Karl Gustav Wrangel per due mesi e poi catturata la notte del 24 ottobre. Alcuni svedesi morirono e 6 000 danesi vennero catturati. Con questa conquista gli svedesi poterono prendere tutti i rifornimenti dell'esercito dello Jutland.
L'intera regione si trovò ben presto sotto il controllo di Carlo X Gustavo e questi iniziò i preparativi per un attacco alle isole danesi. A metà di dicembre il tempo cambiò radicalmente tramutandosi in uno dei più intensi inverni che la zona ricordi. L'acqua del mare tra le isole ghiacciò, rendendo impossibile ogni assalto via nave. L'ingegnere Erik Dahlberg venne inviato dal re ad accertarsi se il ghiaccio fosse in grado di sostenere l'esercito svedese nel passaggio e questi rilevò che un'operazione simile, per quanto rischiosa, era effettivamente fattibile.

## L'attraversamento

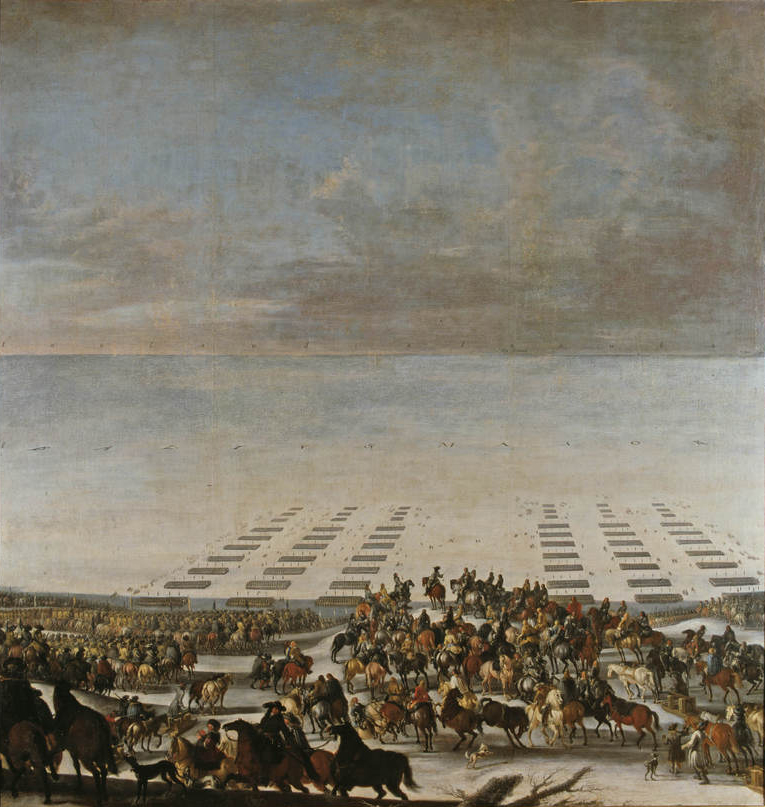
L'attraversamento del Grande Belt

All'inizio della mattina del 30 gennaio 1658, l'esercito venne allineato per attraversare il Piccolo Belt e raggiungere la Fionia. L'esercito era composto da 9 000 cavalieri e 3 000 fanti. Il ghiaccio si spaccava talvolta sotto i piedi dei soldati e talvolta questi affondavano fino alle ginocchia. Nei pressi di Fionia vi fu uno scontro con 3 000 soldati danesi difensori che, però, vennero ben presto battuti.
Ancora una volta venne chiesto a Erik Dahlberg di compiere un sondaggio sul ghiaccio che copriva il Grande Belt con l'intento di raggiungere la Selandia e questi consigliò di passare per la Langeland e la Lolland piuttosto che attraversare direttamente il Belt. La notte del 5 febbraio il re si mise alla testa dei suoi uomini ed il giorno successivo raggiunse la Lolland. Il giorno successivo arrivarono la fanteria e l'artiglieria. L'8 febbraio gli svedesi erano ormai sicuri in Zelanda ed il 15 febbraio dopo marce forzate, raggiunsero la periferia di Copenaghen. I danesi, che pensavano che gli svedesi avrebbero iniziato la loro offensiva in primavera, andarono letteralmente nel panico. Iniziarono dei negoziati ed il 26 febbraio venne siglato il trattato di Roskilde da ambo le parti.

## Conseguenze

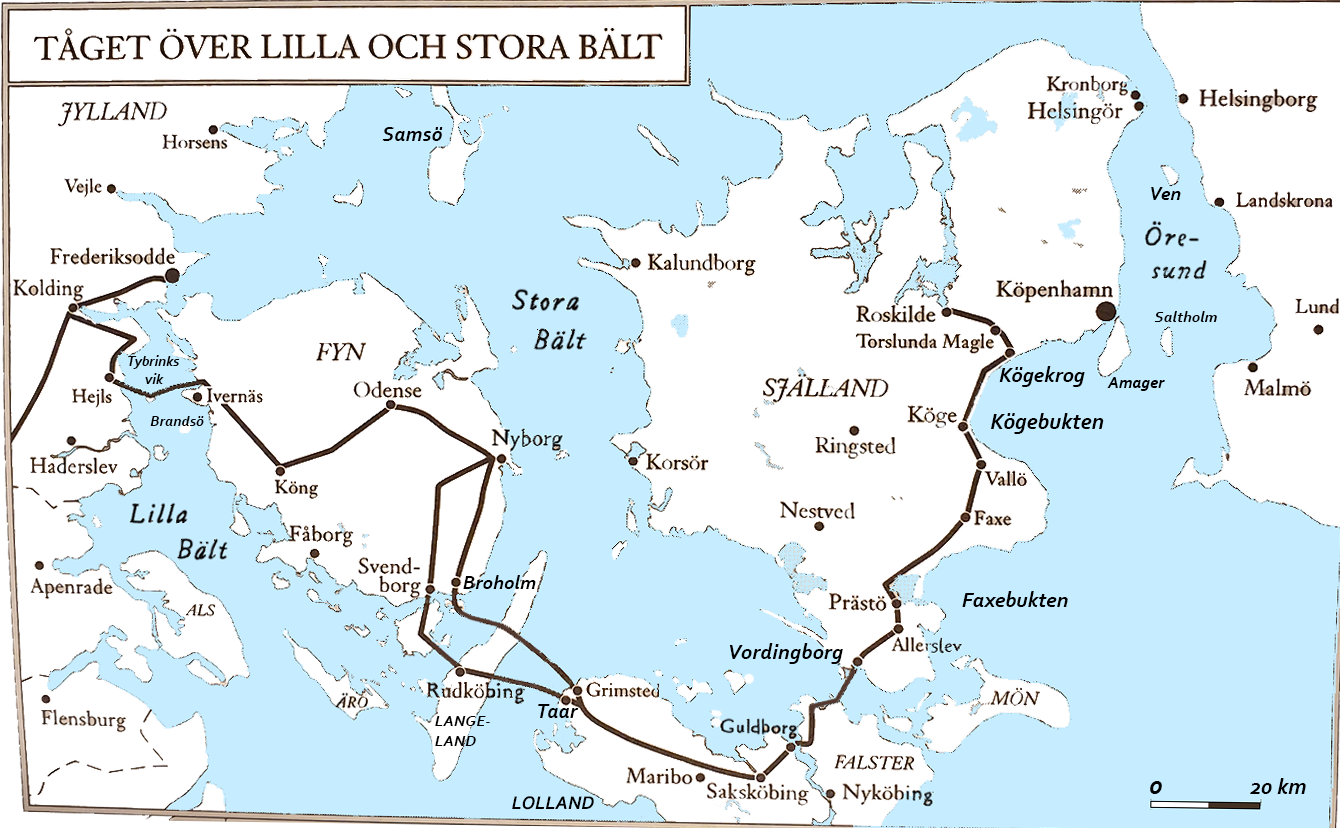
Marcia dell'esercito svedese

La marcia sui Belt fu una corsa rischiosa ma efficace contro il tempo che andò a beneficio di re Carlo X Gustavo di Svezia. La notizia della vittoria si diffuse ben presto e venne guardata con grande ammirazione da parte di tutta Europa. Per la Danimarca, il trattato di Roskilde fu disastroso: l'intera parte orientale del regno (Scania, Halland, Blekinge e Bornholm) venne ceduta alla Svezia e l'esistenza della stessa Danimarca come stato indipendente venne messa in dubbio.